# Moosschimmelkäfer

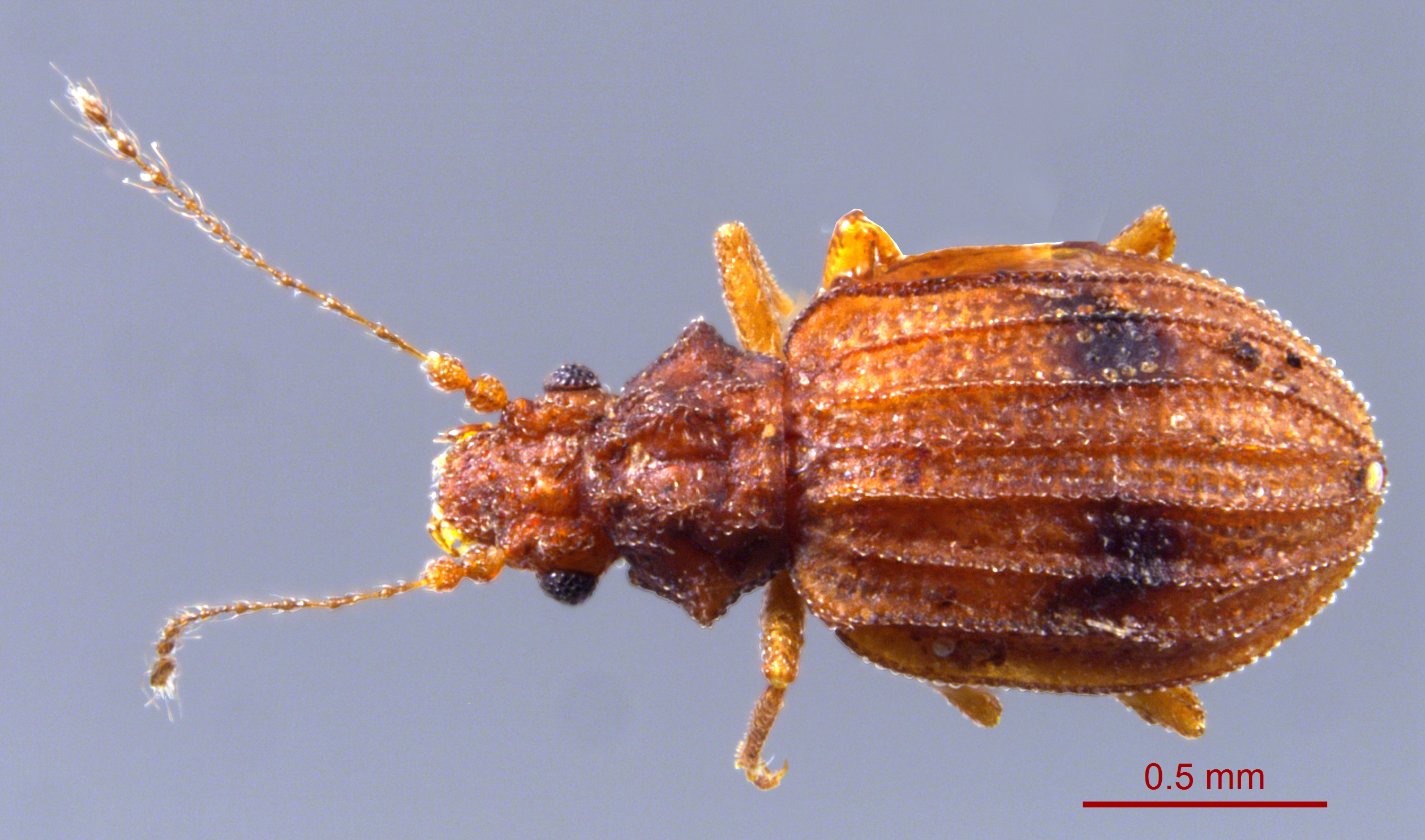
Dasycerus bicolor

Die Moosschimmelkäfer (Dasycerinae) stellen eine Unterfamilie der Käfer dar.

## Merkmale
Die Vertreter dieser Gruppe sind sehr klein und erreichen Körpergrößen zwischen 1,5 und 2,4 Millimeter. Der Körper ist hellbraun bis braun gefärbt und durch Chitinleisten stark skulpturiert. Die langen, haarförmigen Fühlern weisen mit den Gliedern drei bis acht besonders dünne Glieder auf.

## Lebensweise
Die Körperoberfläche der Käfer ist normalerweise mit einem erhärteten Sekret bedeckt. Die Tiere leben von Pilzfäden und verrottenden Pflanzen und sind vor allem in schimmelnder Bodenauflage, in Moospolstern und in morschem Totholz zu finden.

## Systematik
Die Moosschimmelkäfer wurden früher als eigenständige Familie betrachtet, inzwischen sind sie als Unterfamilie in die Familie der Kurzflügler (Staphylinidae) integriert. Die Moosschimmelkäfer sind in Europa mit nur einer Gattung (Dasycerus) und vier Arten vertreten, in Mitteleuropa kommen aus dieser Gattung nur zwei Arten vor – Dasycerus sulcatus Brongniart, 1800 und Dasycerus jonicus Reitter, 1884. Das Vorkommen der letzteren Art in Österreich wird aber bezweifelt.

### GattungDasycerus
Gattung Dasycerus:
- Dasycerus crenatus Motschulsky, 1839
- Dasycerus elongatus Reitter, 1875
- Dasycerus jonicus Reitter, 1884
- Dasycerus sulcatus Brongniart, 1800